# Liste der Stolpersteine in Buskerud
Die Liste der Stolpersteine in Buskerud listet alle Stolpersteine in der norwegischen Provinz (Fylke) Buskerud auf. Stolpersteine erinnern an das Schicksal der Menschen, die von Nationalsozialisten ermordet, deportiert, vertrieben oder in den Suizid getrieben wurden. Die Stolpersteine wurden vom deutschen Künstler Gunter Demnig konzipiert und werden zumeist von ihm selbst verlegt. Im Regelfall liegen die Stolpersteine vor dem letzten selbstgewählten Wohnort des Opfers. Stolpersteine werden auf Norwegisch snublesteiner genannt.
Alle Stolpersteine dieser Provinz sind jüdischen Opfern gewidmet. Die ersten Verlegungen fanden im Juni 2014 in Hønefoss und Hurum, nun Teil der Kommune Asker in der Provinz Akershus, statt.

## Holocaust in Norwegen
Norwegen war von 9. April 1940 bis 8. Mai 1945 von deutschen Truppen besetzt. Damals befanden sich etwa 2100 jüdische Norweger und Flüchtlinge aus Mitteleuropa im Land. Von diesen konnten sich rund tausend Personen ins neutrale und nicht besetzte Schweden retten. Am 26. November 1942 wurden 532 norwegische Juden (302 Männer, 188 Frauen und 42 Kinder) von norwegischer Polizei und Gestapo der SS übergeben. Sie gelangten mit einem Frachtschiff des Norddeutschen Lloyd, der Donau, nach Stettin und wurden von dort in das KZ Auschwitz-Birkenau deportiert. 346 von ihnen, darunter alle Frauen und Kinder, wurden unmittelbar nach der Ankunft am 1. Dezember 1942 in den Gaskammern ermordet. 186 Männer überstanden die Selektion und bekamen die Nummern 79064 bis 79249 eintätowiert. Nur neun von ihnen überlebten die Shoah. Am 25. Februar 1943 wurden weitere 158 Juden mit der Gotenland nach Stettin verschifft und über Berlin nach Auschwitz gebracht. 28 Männer wurden als arbeitsfähig eingestuft, die anderen sofort ermordet. Dies geschah am 3. März 1943.

## Stolpersteine in Buskerud

### Ringerike
In der Kleinstadt Hønefoss, zur Kommune Ringerike gehörig, wurden acht Stolpersteine verlegt:
| Stolperstein | Übersetzung                                                                                      | Verlegeort            | Name, Leben                              |
| ------------ | ------------------------------------------------------------------------------------------------ | --------------------- | ---------------------------------------- |
|              | HIER LEBTE ALEXANDER MOSES SCHARFF GEBOREN 1882 DEPORTIERT 1942 AUSCHWITZ GETÖTET 1.12.1942      | Hønefoss, Søndre Torv | Alexander Moses Scharff (1882–1942)      |
|              | HIER LEBTE BJØRN MEIER SCHARFF GEBOREN 1940 DEPORTIERT 1942 AUSCHWITZ GETÖTET 1.12.1942          | Hønefoss, Søndre Torv | Bjørn Meier Scharff (1940–1942)          |
|              | HIER LEBTE HERMAN RAFAEL SCHARFF GEBOREN 1911 DEPORTIERT 1942 AUSCHWITZ GETÖTET JAN. 1943        | Hønefoss, Søndre Torv | Herman Rafael Scharff (1911–1943)        |
|              | HIER LEBTE IDAR SCHARFF GEBOREN 1941 DEPORTIERT 1942 AUSCHWITZ GETÖTET 1.12.1942                 | Hønefoss, Søndre Torv | Idar Scharff (1941–1942)                 |
|              | HIER LEBTE JACOB SCHARFF GEBOREN 1908 DEPORTIERT 1942 AUSCHWITZ GETÖTET DEZ. 1942                | Hønefoss, Søndre Torv | Jacob Scharff (1908–1942)                |
|              | HIER LEBTE JESSY SCHARFF GEBOREN 1921 DEPORTIERT 1942 AUSCHWITZ GETÖTET 1.12.1942                | Hønefoss, Søndre Torv | Jessy Scharff (1921–1942)                |
|              | HIER LEBTE JULIUS MEILACH SCHARFF GEBOREN 1914 DEPORTIERT 1942 AUSCHWITZ GETÖTET 14.1.1943       | Hønefoss, Søndre Torv | Julius Meilach Scharff (1919–1943)       |
|              | HIER LEBTE LISA LEA SCHARFF GEB. BOBROW GEBOREN 1919 DEPORTIERT 1942 AUSCHWITZ GETÖTET 1.12.1942 | Hønefoss, Søndre Torv | Lisa Lea Scharff geb. Bobrow (1919–1942) |

## Verlegedaten
Die Stolpersteine in der Provinz Buskerud wurden am 12. Juni 2014 verlegt.